# Underprisöverlåtelse
En underprisöverlåtelse är ett skatterättsligt begrepp i Sverige som innebär att tillgångar överlåts till underpris till ett närstående företag i syfte att uppnå skattefördelar. Om en underprisöverlåtelse upptäcks kan Skatteverket beskatta överlåtelsen. Beskattningsunderlaget är då skillnaden mellan verkligt värde och bokfört värde i transaktionen ("underpriset").
I svensk rätt definieras begreppet i 23 kap. 3 § inkomstskattelagen (IL) där det anges att med underprisöverlåtelse avses en överlåtelse av en tillgång till ett pris som understiger marknadsvärdet utan att detta är affärsmässigt motiverat. Vidare krävs att vissa andra villkor är uppfyllda, vilka behandlas närmare nedan.

## Beskattning om underprisreglerna är tillämpliga
Om förvärvare och överlåtare tillhör den grupp som kan ingå i en underprisöverlåtelse och om vissa andra villkor är uppfyllda kan uttagsbeskattning underlåtas, enligt 9 § IL. I 10–13 §§ IL anges närmare hur beskattningen då ska ske.
Underprisreglerna gäller vid överlåtelser av hela verksamheter, verksamhetsgrenar samt vid överlåtelser av ideella andelar av verksamheter och verksamhetsgrenar. Reglerna gäller också vid överlåtelser av enstaka tillgångar, men bara om överlåtaren med avdragsrätt kan lämna koncernbidrag till förvärvaren det beskattningsår som förvärvet sker.
Enligt 10 §, som både tar sikte på överlåtaren och förvärvaren, ska – om ersättningen som lämnas inte motsvarar minst tillgångens skattemässiga värde – överlåtelsen behandlas som om tillgången avyttrats mot en ersättning som motsvarar det skattemässiga värdet. Tillgången anses i sådant fall förvärvad till samma belopp.
I 11–12 §§ anges hur eventuella ägare till överlåtaren och för- värvaren ska beskattas. Här ska särskilt observeras att dessa para- grafer även kan bli tillämpliga på ägare där underprisöverlåtelsen i sig inte omfattas av regelverket. Reglerna kan således tillämpas på ägare vars företag har sålt näringsbetingade andelar till underpris sinsemellan. Vissa villkor måste dock vara uppfyllda, se vidare 23 kap. 2 § andra stycket IL.

## Villkor för att reglerna ska kunna tillämpas
Som ovan nämnts måste ett antal villkor vara uppfyllda för att reglerna om underprisöverlåtelser ska kunna tillämpas. Dessa villkor återfinns i 14–29 §§ inkomstskattelagen och anger:
- vem som kan vara överlåtare respektive förvärvare,
- skattskyldighet för förvärvaren,
- särskilda krav när koncernbidragsrätt saknas mellan överlåtare och förvärvare,
- villkor avseende kvalificerade andelar, och
- särskilda krav när förvärvaren har underskott.[1]

Reglerna gäller endast företag. Med företag avses svenska aktiebolag, ekonomiska föreningar, sparbanker, ömsesidiga försäkringsföretag, stiftelser och ideella föreningar samt utländska bolag. Kooperativa föreningar behandlas på samma sätt som aktiebolag, trots att de i praktiken är enkelbeskattade. Som skäl för detta har angivits att sådana föreningar knappast skulle kunna använda reglerna för att tillskapa sig otillbörliga skatteförmåner.
Enligt 16 § IL krävs att förvärvaren omedelbart efter förvärvet är skattskyldig för inkomst av näringsverksamhet i vilken tillgången ingår och att inkomsten inte är undantagen från beskattning i Sverige på grund av skatteavtal. Villkoret om skattskyldighet gäller både svenska och utländska rättssubjekt